# Bezimienni (film)
Bezimienni (hiszp. Los sin nombre) – hiszpański horror z 1999 roku w reżyserii Jaumego Balagueró. Scenariusz oparto na podstawie powieści pod tym samym tytułem z 1981 roku autorstwa Ramseya Campbella. Zdjęcia kręcono w Barcelonie.

## Obsada
- Emma Vilarasau jako Claudia Horts de Gifford
- Karra Elejalde jako Bruno Massera
- Tristán Ulloa jako Quiroga
- Toni Sevilla jako Franco
- Brendan Price jako Marc Gifford